# Landshövdingehus

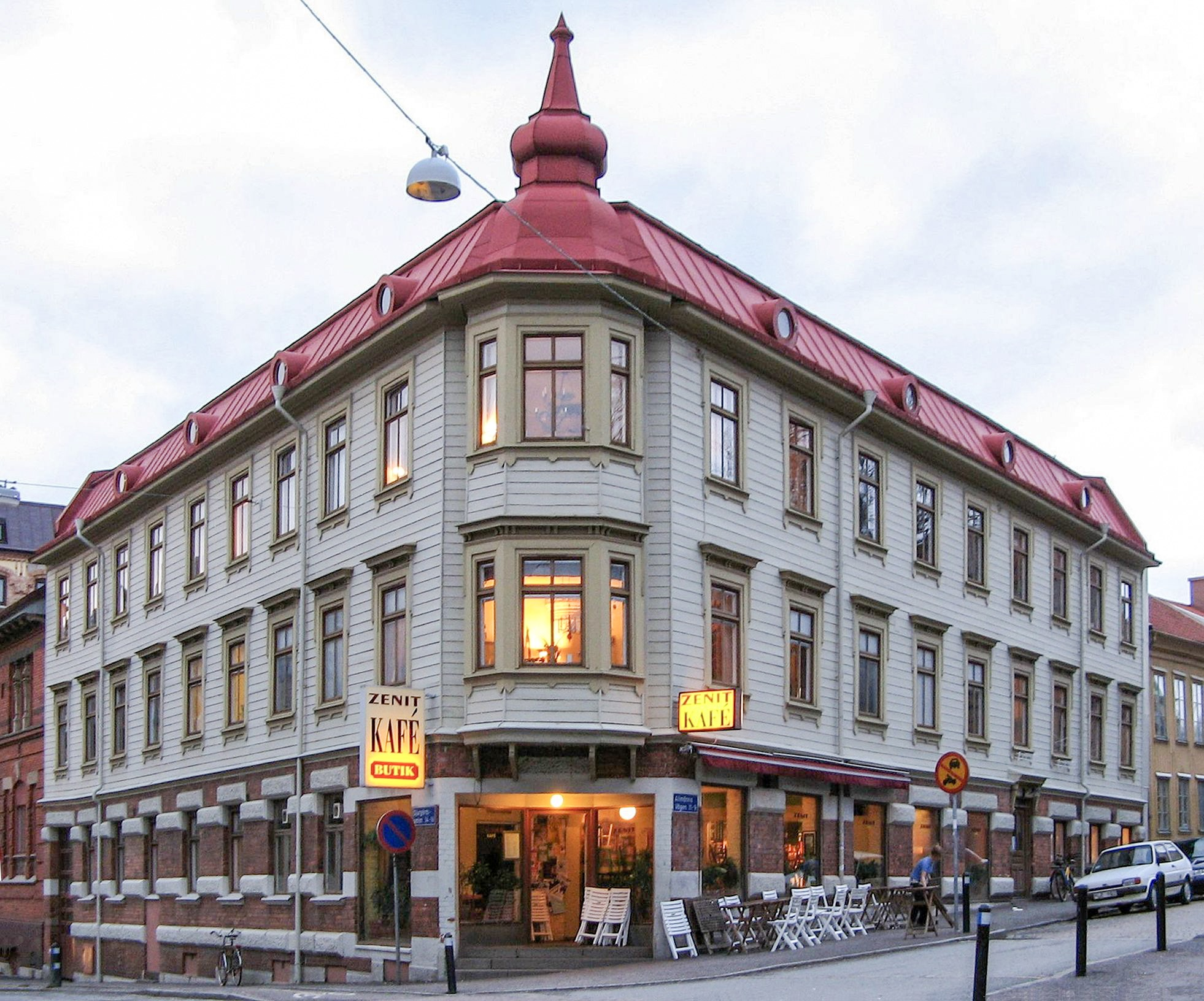
Detta landshövdingehus vid Allmänna vägen 11, invid Gathenhielmska reservatet i Majorna, byggdes 1894. Huset är exteriört intakt förutom att fönstren blev utbytta vid en renovering 1982. Bottenvåningen användes från början som affär men hyser idag ett café.

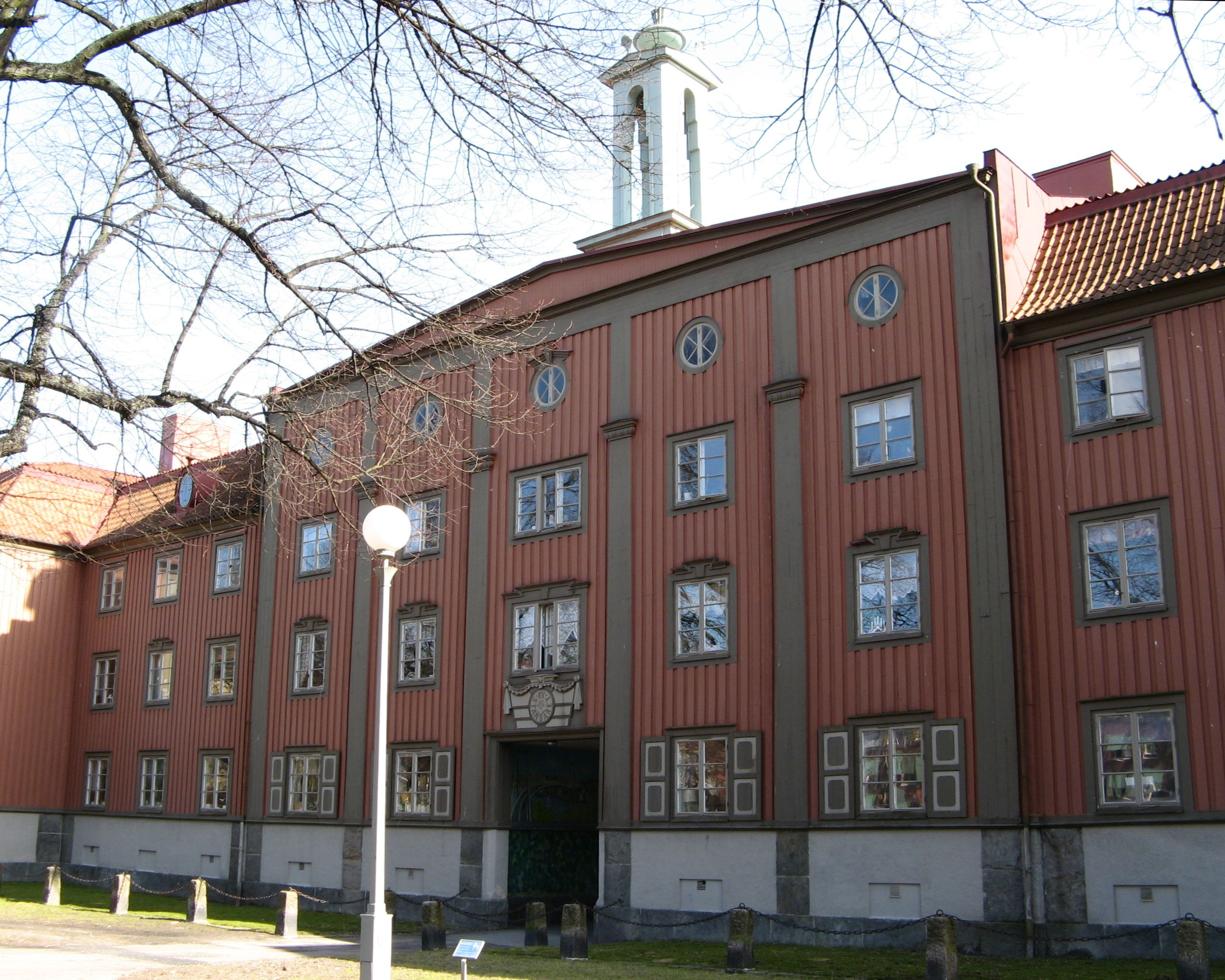
Kvarteret Standaret, ritat av arkitekten Arvid Fuhre, byggt 1922-1923 vid Karl Johans torg är ett klassiskt exempel på ett landshövdingehus i nationalromantisk stil. Byggnaden är arrangerad runt en centralaxel. På detta landshövdingehus döljer träpanelen det bottenvåningens stenfasad.

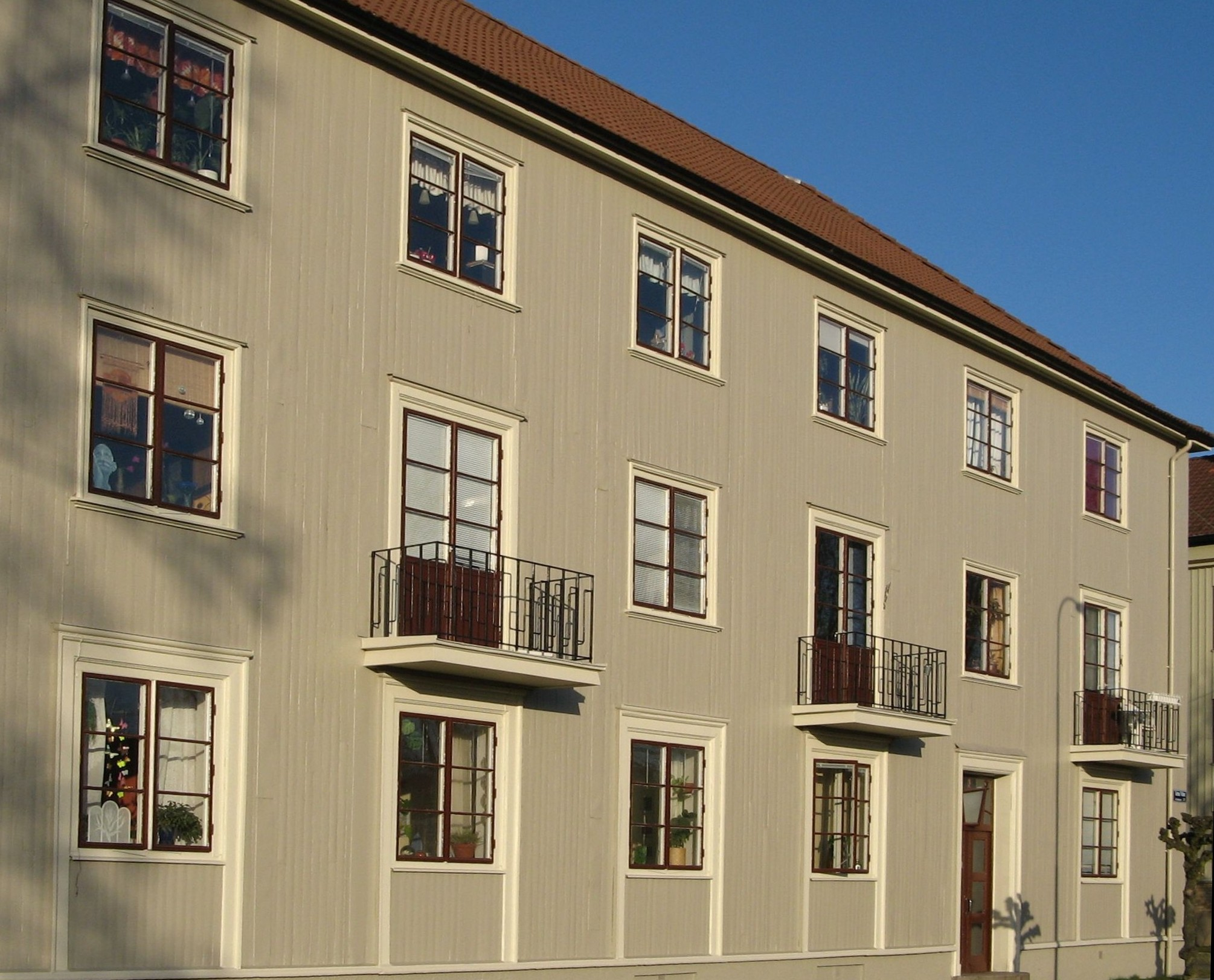
Kvarteret Maskrosen, byggt 1928-1934 vid Gröna Vallen, är karakteristiskt för Kungsladugård. Stadsplanen för Kungsladugård gjordes av Albert Lilienberg i en trädgårdsstads-stil. Även på dessa hus skymmer den stående panelen bottenvåningens tegelfasad. Husen har även förträdgårdar utmed gatufasaden.

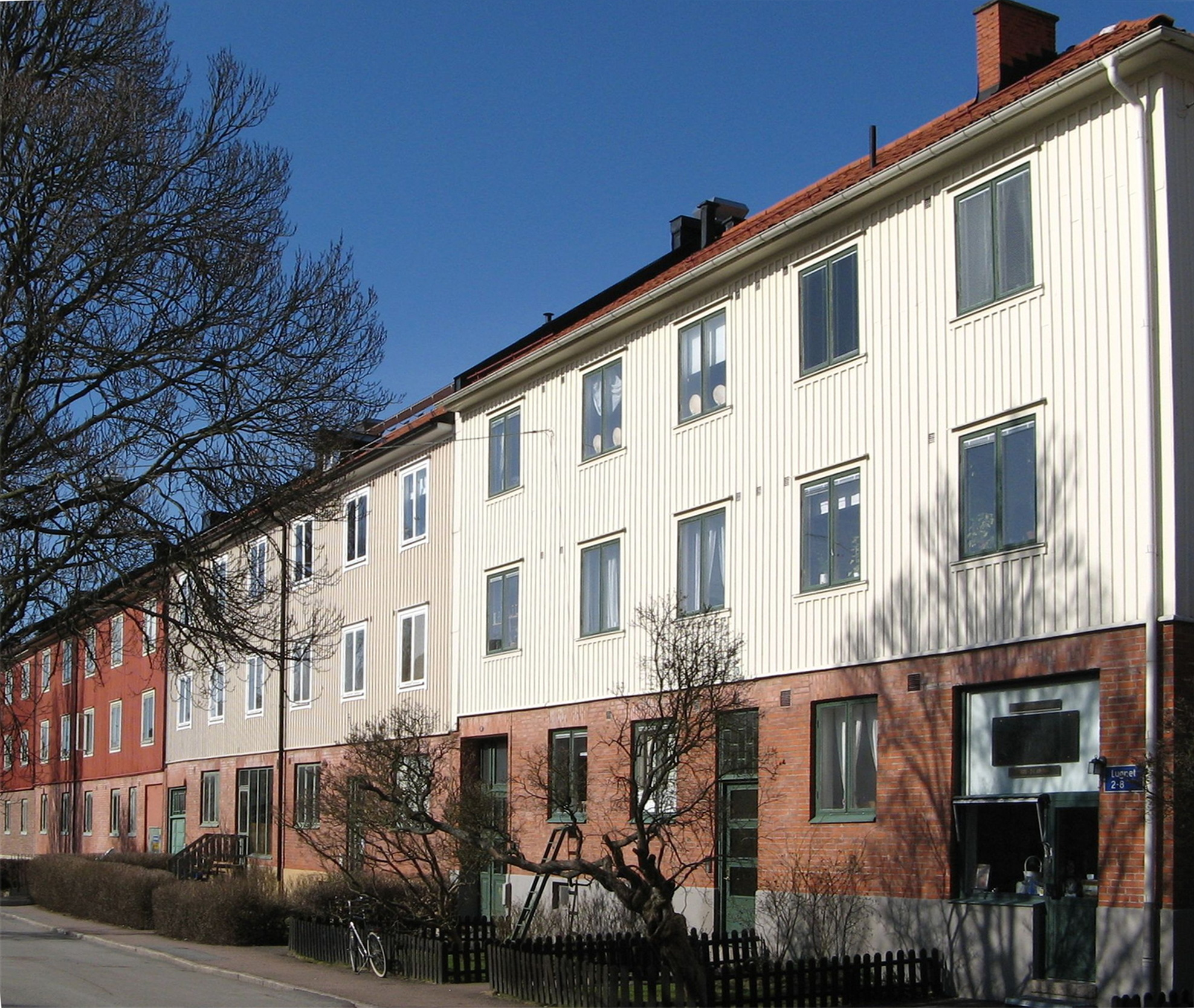
Kvarteret Åkermyntan vid Lugnet är byggd 1931-1934 i en typisk funktionalistisk stil. Typiskt för denna form av landshövdingehus är deras strikta fasad utan dekorationer.

Landshövdingehus är en byggnadstyp för trevånings flerbostadshus, som har fått sitt namn av att den dåvarande landshövdingen i Göteborgs och Bohus län Albert Ehrensvärd den äldre sanktionerade de första ritningarna. Typen kännetecknas av att bottenvåningen är anlagd i sten, medan andra och tredje våningen är uppförda i trä. Främst är det en karaktäristisk hustyp för vissa områden i Göteborg, där också de första landshövdingehusen byggdes, men typen finns också på andra platser i Sverige – exempelvis Örebro och - i ett enskilt fall - 1917 i Trollhättan.

## Bakgrund
Bostadsbyggandet i Göteborg under 1800-talet var reglerat så att man bara fick bygga högst tvåvånings bostadshus i trä. Dessa regler bygger på 1874 års byggnadsstadga för rikets städer som tillkommit efter bland annat de stora stadsbränderna 1863 i Varberg, 1864 i Ronneby, 1865 i Karlstad, och inte minst i Gävle 1869, Sveriges största stadsbrand med ca 8000 hemlösa. Eftersom det var dyrt att bygga flervåningshus i sten och oekonomiskt att bara bygga tvåvåningshus uppkom ett förslag att bygga ett hybridhus med en nedervåning i sten och två övre våningar av trä.
Med hänvisning till den rådande bostadsbristen ansökte det kooperativa bostadsföretaget Arbetarnas Byggnadsförening genom sin ordförande, handlanden och snickaren Johannes Nilsson den 15 september 1875 om att på Albogatan i södra Annedal få uppföra två trevånings trähus med första våningen i sten på tomterna 133 och 134. Föreningen hade köpt in tomterna 120-135, totalt 16 stycken. I ansökan begärdes för första gången att få höja källarens bjälklag till helt ovan mark, vilket avslogs av nämnden med hänvisning till byggnadsordningen paragraf 29, att om en stenvåning påbyggdes med en eller flera våningar av trä skulle byggnaden räknas som trähus och enligt paragraf 55 fick trähus inte byggas högre än två våningar.
Två av nämndens ledamöter, stadsnotarie G Svanberg och grosshandlare Koch, ville godkänna ansökan och fick stöd av stadsarkitekten Victor von Gegerfelt. Denne hävdade att enligt byggnadsordningens paragraf 39 skulle ett trähus läggas på en grundmur och för att skydda trähuset mot markfukt, måste huset enligt paragraf 34 förses med stensockel eller så kallad fotmur. Källaren bildades då av grundmuren och fotmuren. I byggnadsordningen föreskrevs inget om höjden på fotmur/källare utan i paragraf 55 endast att ett trähus inte fick uppföras i mer än två våningar eller 34 fot (man använde duodecimalsystemet som bas där en verktum är 2,4742 cm x 12 = en svensk fot, alltså 34 fot = 10,08575 meter). Detta måste tolkas så, enligt Gegerfelt, att det inte fanns något hinder i byggnadsordningen att uppföra ett trähus med 10 fot (ungefär 3 meter) hög fotmur om denna tillsammans med de två våningarna av trä höll huset inom 34 fot. Han menade att stenfoten skulle betrakta som en källare ovan jord. Detta var en fördel i "sanitärt hänseende" med tanke på den fuktiga blåleran i byggnadsgrunden, oavsett om källaren användes till "salubodar, werkstäder eller boningsrum". Gegerfelt ansåg inte att paragraf 29 var tillämpbar, eftersom den gällde när en våning av trä byggdes på ett stenhus. Den aktuella konstruktion var ju ett tvåvånings trähus med högre eller lägre stenfot. Han hänvisade även till att äldre träbyggnader på stadens område hade uppförts med en fotmur om 8 till 10 fot, och att senare nybyggnader haft en fotmur av 3,4 till 6 fots höjd.
Den dåliga grunden av blålera var ett problem, men genom att man lyfte källaren ovan jord behövde det översta och fastare jordlagret inte schaktas bort så mycket och därmed försvagas, "hverjemte lokalen vare sig densamma begagnas till salubodar, verkstäder eller boningsrum genom källarens förläggning ovan jord uppenbart vinner i sanitärt hänseende, mot då densamma i annat fall mer eller mindre ligger nedgrävd uti den fuktiga leran".
De som fällde ansökan var nämndens jurister; ordföranden, tillika borgmästaren, Dickman och rådmannen Melin. De inlämnade ritningarna upptog inga bostäder i bottenvåningen utan rummen kallades för "tvättstuga", "bod" och "verkstad". Byggnadsnämnd motiv till avslag löd ""Då enligt § 29 mom. 4 i gällande Byggnadsordning, stenhus, som påbyggdes med våning af trä räknas till det hela såsom trähus, och ifrågavarande hus, uti hvilka nedersta våningen skall uppföras af sten och påbyggas med två våningar af trä, alltså måste hänföras till trähus, men enligt § 55 i sagda ordning, trähus icke får byggas till större höjd än två våningar, funne Byggnadsnämnden ansökan ej kunna bifallas."
Handlande Nilsson överklagade nämndens beslut hos länsstyrelsen och bifogade ritningar "utaf hvilka Konungens Befallningshavande torde inhämta icke allenast det lämpliga, såväl i sanitärt som i öfriga hänseenden, utan äfven prydliga i anordningen". Länsstyrelsen beviljade dispens genom beslut av landshövdingen Ehrensvärd den 10 november 1875. Först 1895 blev landshövdingehuset lagligt utan dispens, då ändrades i den lokala Byggnadsordningen för Göteborgs stad § 25, moment 4; boningshus med bottenvåning av sten och två öfvervåningar af trä.
Det finns flera indikationer på att det kan ha varit Gegerfelt själv, som ritade det första landshövdingehuset på tomt 133, då linjerna har den tunnhet och känslighet som utmärker hans sätt att rita. Texten till ritningarna är delvis av Gegerfelt och delvis av F.S. Magnusson. Men ritningarna är inte signerade av honom utan av ritaren "FSM", Frans Salomon Magnusson som dessutom var medlem i Arbetarnes Byggnadsförenings styrelse under många år .
De första landshövdingehusen i Göteborg uppfördes med början 1876 i kvarteret Ananasen i stadsdelen Annedal. Kvarteret avgränsades av gatorna; Västergatan, Albogatan, Carl Grimbergsgatan och Snickaregatan. De två första husen, för vilka ansökan hade lämnats in 1875, var Albogatan 13 och 15. Dessa hus revs 1972. Varje hus kostade föreningen 15 000 kronor i tomtköp och uppförande. Husen var uppförda av förtillverkade element, bestående av plank, spontade på kanterna och kortändarna; "Byggnaden utföres nemligen å hrr Bark & Warburgs mekaniska Snickerifabrik i Göteborg af stående fyratumsplank. Plankornas kanter äro med dubbel spånt sammanplöjda... Även upp- och nedtill äro plankväggarne sammanhållna medelst dubbla spånttappar som ingripa uti notade syllar och öfverslag. Likaledes äro dörr- och fönsterkarmarne omfattade af och fästade i väggarne medelst dubbel spant. I hörnen förbindes de yttersta plankorna medelst järnbultar med muttrar. Syllar och hammarband utgöras af bjelkar, till vinnande af nödig styrka för inlaxning af golfbjelkarne, hvilka sednare bestå af plankor på högkant."
Kvarteret bestod av tjugofyra radstående trevåningshus med en trädplanterad ekonomigata igenom kvarteret. Då byggnaderna saknade källare, uppfördes på gårdssidan ett antal bodar för förvaring av ved och med dass i vinkel mot husen. Med några få detaljavvikelser har samma plan använts för samtliga hus. Bottenvåningen var uppförd i fogstruket tegel, som senare övermålades med oljefärg. Trävåningarna var klädda med stående locklistpanel, men vindsvåningen saknade panelklädsel. Taket var ett sadeltak med måttlig resning, som täcktes med tegel. "Alboallén" var den trädplanterade lekgata eller ekonomigata som delade kvarteret.
På 1890-talet började man bygga landshövdingehus i andra mellansvenska städer än Göteborg, bland annat i Örebro 1904. I stadsdelarna Öster och Väster i Örebro finns bevarat en lång rad jugendpräglade landshövdingehus från perioden 1906–1918. Till skillnad från sin motsvarighet i Göteborg är deras trävåningar uteslutande reveterade.

### Johannes Nilsson
År 1856 utvandrade Johannes Nilsson till Kalifornien och hamnade i den nygrundade staden Stockton, Kalifornien, tio mil öster om San Francisco, under guldruschen som inletts där 1848. Efter några år anslöt familjen från Sverige och då var han anställd som finsnickare hos stadens grundare kapten Weber. Det har spekulerats i om Nilsson under sin tid i Amerika fått influenser till landshövdingehusen. Nybyggarlivet i Amerika var hårt, men det gick bra för Nilsson. En explosionsolycka 1862 förändrade dock allt, han invalidiserades svårt och 1864 flyttade familjen åter till Göteborg, där Johannes startade ett trävaruhandelsbolag. Senare blev han delaktig i en mängd politiska och sociala engagemang och startade Arbetarnas Byggnadsförening 1872 (upplöstes 1898).

## Karaktäristik
Landshövdingehus kännetecknas av att bottenvåningen är byggd av sten, medan våningarna över är uppförda i trä. De flesta av landshövdingehusen byggdes för arbetarklassen och lägenheterna bestod oftast av ett rum och kök. Uppemot femton personer bodde i dessa lägenheter. Husen byggdes med innegårdar och lägenheterna hade ofta inkommande ljus från två väderstreck; ett fönster i köket som vette mot gården och ett till två fönster ut mot gatan.
Oberoende företag konstruerade och byggde merparten av landshövdingehusen och ibland användes ritningar av arkitekter. Olika ägare kunde dela upp en innergård i sektioner med staket. Idag ägs de flesta landshövdingehus i Majorna och Kungsladugård av Familjebostäder. Familjebostäder köpte från 1950-talet och framåt målinriktat upp bestånden av landshövdingehus i Majorna och Kungsladugård och slog då samman innergårdarna i samband med modernisering av husen. På vissa innergårdar, med spritt ägande, kan man fortfarande se sektionsindelningar.

## Områden med trä- och landshövdingehus
- Annedal - 1870-1910, rivet
- Bagaregården - 1910-1930
- Brämaregården - 1890-1940
- Gamlestaden 1890-1940
- Gårda - 1890-1940, mestadels rivet
- Haga - från 1870-talet och framåt.[12]
- Krokslätts Torg
- Kungsladugård - 1915-1940
- Kålltorp - 1920-1940
- Kvillebäcken
- Kvillestaden
- Landala - 1885-1920, mestadels rivet
- Lindholmen - 1860-1910
- Lunden - 1930-1940
- Majorna - 1880-1930
- Olskroken - 1880-1910, mestadels rivet
- Stigberget/Olivedal - 1850-1940, hälften rivet

## Antal landshövdingehus i Göteborg
År 2001 fanns det 1 380 landshövdingehus i Göteborg, byggda 1870- och fram till 1940-talet. Under 1930-talet uppfördes 52 %, på 1920-talet 25 %, och från 1910-talet 12 %. Åren 1900–09 uppfördes 42 hus, motsvarande 3 % av 2001 års bestånd. Ungefär lika många är från 1940-talet, 41 stycken. Perioden 1890–99 utgör husen drygt 2 %. Få landshövdingehus från övriga 1800-talet finns kvar; från 1870-talet 6 stycken, från 1880-talet 28 stycken.

## Variationer
Eftersom landshövdingehus byggdes under en så pass lång period (1875–1947), visar de på en stor variation i byggnadsstilar. De första landshövdingehusen, som byggdes mellan 1875 och 1880 har en klassisk strikt stil med ett fåtal dekorationer. Husen, som byggdes mellan 1880 och 1890, försökte imitera högreståndshus av sten och hade oftast liggande panel och är rikt dekorerade. Till exempel fick dessa hus ofta hörntorn och bottenvåningen i sten rusticerades.
Under det tidiga 1900-talet då stilen var jugend och nationalromantik fick husen en mörkare färgskala – ofta rödbruna. Fasaderna utsmyckades med portaler och balkonger.
När funktionalismen kom på 1930-talet blev fasaderna renare och många hus byggdes med stående panel för att fasaden skulle få en stramare yta. Under denna period putsade man ofta stenväggen på undervåningen för att även den skulle vara slät.

## Slutet på en era
År 1936 beslutade byggnadsnämnden i Göteborg, att inte tillåta nya områden för bebyggelse med landshövdingehus, utan man fick endast tillstånd att komplettera redan existerande områden med landshövdingehus. År 1945 förbjöds all bebyggelse med landshövdingehus. Skälet var risken för omfattande eldsvådor i händelse av krig. Beroende på redan givna bygglov uppfördes de sista landshövdingehusen så sent som 1947. Totalt hade då 3 290 hus uppförts och utgjorde cirka 20 procent av fastighetsbeståndet samt 42,5 procent av lägenhetsbeståndet. Nära hälften (47%) av stadens invånare bodde då i dessa hus.
Under främst 1960- och 1970-talen revs ett stort antal landshövdingehus istället för att renoveras. Att det finns kvar så pass många beror mycket på de massiva protester under dessa år mot rivningarna av husen (se även artikeln om trådbussar). Det samnordiska projektet Den nordiska trästaden, som leddes av arkitekturhistorikern Göran Lindahl, hade stor betydelse för debatten om bevarandet av landshövdingehusen. 
Från mitten av 1960-talet började Familjebostäder att renovera det bestånd av landshövdingehus som bolaget förvärvat och skyddat från rivning. Familjebostäder renovering av kvarteret Kungsljuset i Kungsladugård mottog pris av Per och Alma Olssons fond. Renoveringen utfördes efter planer av Bo Cederlöf och innefattande sammanslagningar av lägenheter, nya fasadfärger och ny gestaltning av innergårdarna.
Göteborgs äldsta kvarvarande landshövdingehus finns i kvarteret Kadetten vid Mellangatan i Haga. Det är från år 1876.

## Nyproduktion i liknande stil
JM genomförde 2016-18 nybyggnation i samma format för att harmoniera med omgivningarna med ändringen att de övre våningarna i trä blev tre till antalet. Beståndet omfattade 79 lägenheter i området Kungsladugård, Göteborg.
2018 röstades ett medborgarförslag igenom om att återuppbygga landshövdingehusen som tidigare stod på Skansberget.